# The Last of the Mohicans (série)

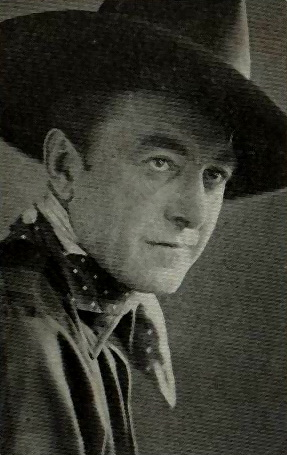
Harry Carey interpreta Natty Bumppo.

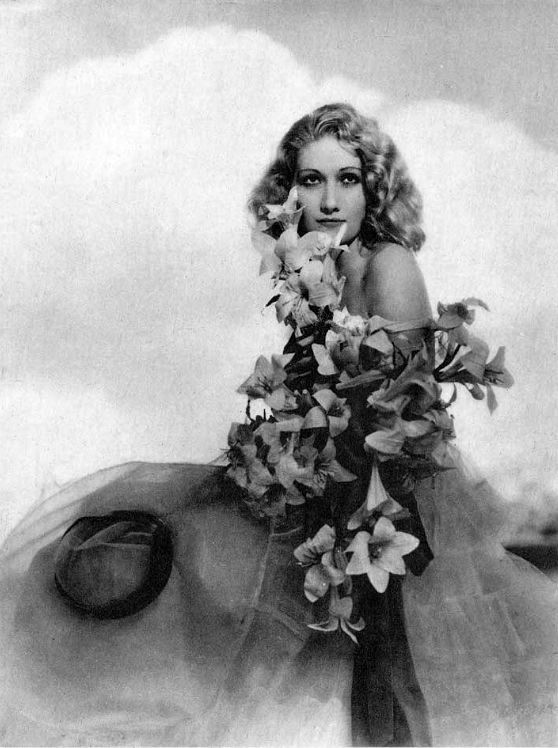
Edwina Booth, que teve a carreira interrompida cedo, mediante uma doença tropical que adquirira em um filme anterior, Trader Horn, interpreta Cora Munro.

The Last of the Mohicans é um seriado estadunidense de 1932, gênero aventura, dirigido por B. Reeves Eason e Ford Beebe, em 12 capítulos, estrelado por Harry Carey, Edwina Booth e Walter Miller. Foi produzido e distribuído pela Mascot Pictures, e veiculou nos cinemas estadunidenses a partir de 17 de maio de 1932. Foi baseado no livro The Last of the Mohicans, de James Fenimore Cooper.

## Elenco
- Harry Carey … Natty Bumppo/Hawkeye
- Hobart Bosworth … Chingachgook, 'the Sagamore'
- Frank Coghlan Jr. … Uncas
- Edwina Booth … Cora Munro
- Lucile Browne … Alice Munro
- Walter Miller … Major Duncan Heyward
- Bob Kortman … Magua
- Walter McGrail … Dulac, o espião francês. O personagem foi criado para este filme e não aparece no livro de Cooper.
- Nelson McDowell … David Gamut. McDowell também interpretou David Gamut no filme mudo estadunidense de 1920, “The Last of the Moohicans”[2]
- Edward Hearn … Coronel Munro
- Mischa Auer … General Montcalm
- Yakima Canutt ... Black Fox

## Produção
- O seriado foi adaptado do livro “The Last of the Mohicans”, de James Fenimore Cooper,[3] de 1826. Um seriado anterior, Leatherstocking (A Conquista dos Bárbaros, no Brasil), produzido pela C. W. Patton Productions e distribuído pela Pathé em 1924, também fora uma adaptação do livro de Cooper.

- Uma versão condensada deste seriado foi lançada em 1948, pela Albert Dezel Productions, com o título "The Return of the Mohicans". Fazia parte de uma dupla edição, ao lado de "The Return of Kit Carson", uma versão condensada do seriado de 1933 da Mascot Pictures, Fighting with Kit Carson.

## Capítulos
1. Wild Waters
2. Flaming Arrows
3. Rifle or Tomahawk
4. Riding with Death
5. Red Shadows
6. Lure of Gold
7. Crimson Trail
8. Tide of Battle
9. Redskins' Honor
10. The Enemy's Stronghold
11. Paleface Magic
12. End of the Trail

Fonte: